# 瓦尔瓦林

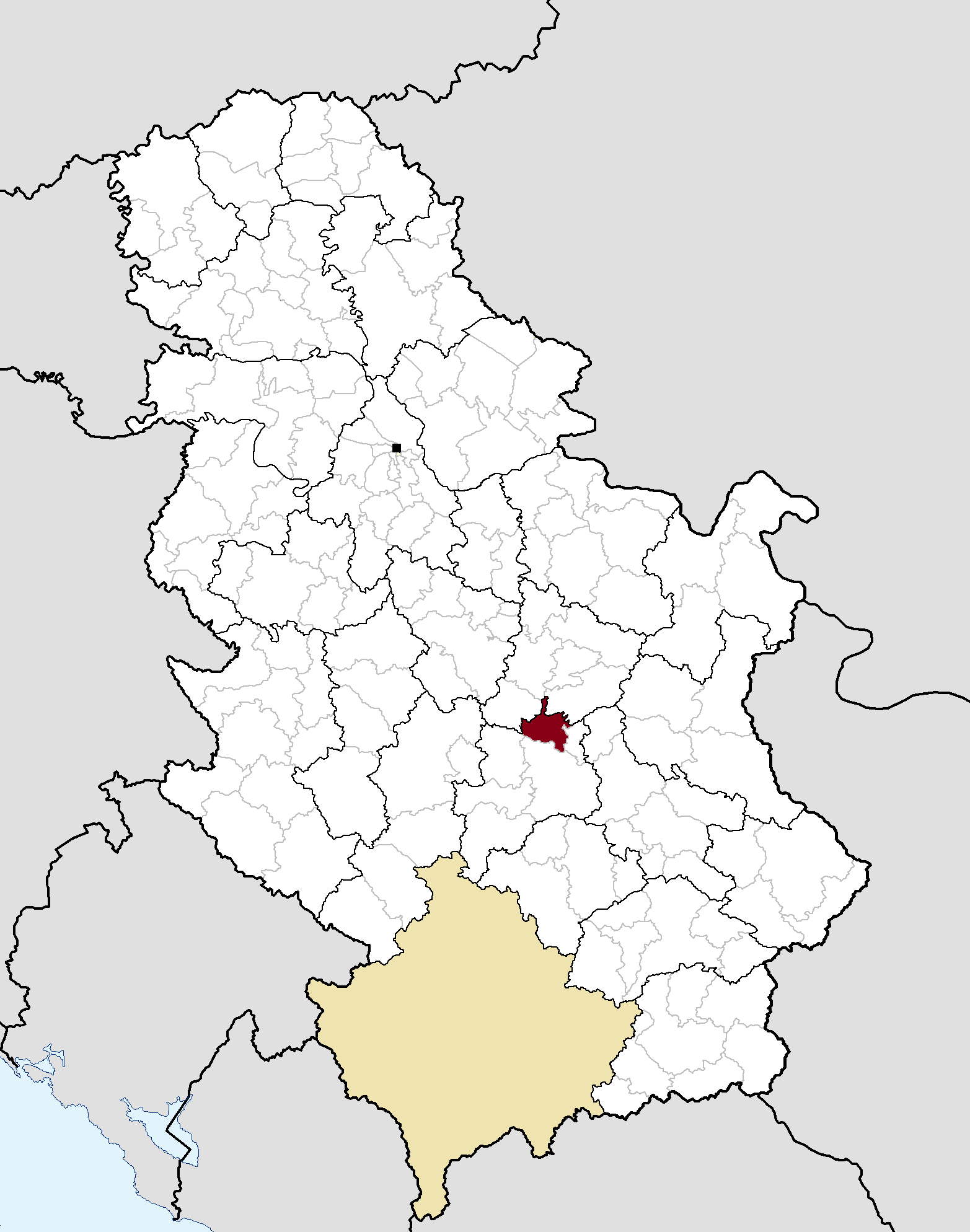
所在位置

瓦尔瓦林（国际音标：错误：{{IPA}}: 无法识别的语言标签：ʋarʋǎriːn），为塞尔维亚拉辛那州的一个市镇。总面积249平方公里，总人口17,772，城区人口2,133（2011年）。
1999年，北约空袭南斯拉夫联盟共和国，瓦尔瓦林市附近的一座桥梁遭受轰炸，造成10人死亡，17人重伤。